# Ameriški sivi jezik
Ameriški sivi jezik (znanstveno ime Glyptocephalus zachirus) je morska riba iz družine bokoplavutaric.

## Opis
Ameriški sivi jezik ima ovalno, bočno stisnjeno telo z majhno glavo in majhnimi usti. Zadržuje se na blatnem morskem dnu, kjer preži na plen. Po zgornji strani telesa je svetlo rjave do sive barve, po spodnji strani pa je svetlejših odtenkov. Telo je poraščeno z majhnimi luskami. Hrbtna in bočna plavut sta na zgornji strani temnejših odtenkov, prsna pa je dolga in črna. Repna plavut je zaobljena. Pobočnica je ravna.
Hrani se z raki, rakovicami in različnimi talnimi nevretenčarji.

## Razširjenost in gospodarski pomen
Ameriški sivi jezik je talna riba zmernih voda, ki se zadržuje do 900 metrov globine, najpogosteje med 60 in 500 metri. Razširjen je v severnem Tihem oceanu oz kalifornijskega zaliva do Aljaske ter po Beringovem morju do obal Rusije ter naprej v vodah Japonskega morja. Ta vrsta raste počasi in doseže do 60 cm v dolžino, čeprav je povprečna velikost okoli 36 cm. V izjemnih primerih lahko doseže 2,2 kg. Živi do 24 let.
Predstavlja gospodarsko pomembno vrsto, lovijo pa ga s talnimi mrežami vlečnicami zaradi okusnega mesa. Ta vrsta predstavlja eno glavnih vrst ujetih bokoplavutaric od Kalifornije pa vse do Beringovega morja.